# Antonio Carluccio
Antonio Carluccio (Vietri sul Mare, Campania; 19 de abril de 1937-Londres, Inglaterra; 8 de noviembre de 2017), fue un chef, empresario y restaurador italiano residente en Londres. Era conocido por su relación con el chef italiano Gennaro Contaldo y su serie de televisión Two Greedy Italians en el canal BBC Two.

## Biografía
Nació en Vietri sul Mare, Salerno, Italia. Su padre fue jefe de estación de ferrocarril y debido a este trabajo, tuvieron que mudarse cuando él era aún joven a Piamonte, ciudad donde creció. Viviendo en la costa norte, un área con mucha vegetación, Antonio y su padre solían atravesar el bosque y recoger setas.

### Trayectoria
A la edad de 21 años, Carluccio se trasladó a Viena con la intención de aprender idiomas. Vivió en Alemania desde 1962 hasta 1975, trabajando como vinatero, importando vino italiano.
En 1981, fue gerente en el "Neal Street Restaurant", situado en el barrio londinense de Covent Garden, y en 1989 se convirtió en su propietario. Fue junto a este chef con quien el famoso chef Jamie Oliver comenzó su carrera profesional en el Neal Street Restaurant, que cerró sus puertas en 2006.
Antonio escribió veinte libros sobre la cocina italiana y apareció en televisión en el canal de la BBC Food and Drink Programm, así como en sus propias series Antonio Carluccio's Italian Feasts en 1996. En 2011, sus viajes alrededor de Italia fueron grabados en la serie Two Greedy Italians.
En 2008, se dio noticia de que Antonio Carluccio, se había apuñalado el pecho. Fue trasladado al hospital de Chelsea and Westminster, donde posteriormente fue dado de alta.
Tras este suceso, aceptó entrar en el Priory Hospital para problemas mentales, donde los informes realizaron apuntaron a que sufría de agotamiento y que el incidente fue un accidente.
En una entrevista en marzo del 2009, reveló que se trató de un accidente y que sucedió mientras cortaba un trozo de pan.
Sin embargo, en su autobiografía admitió que había sufrido episodios de depresión y que el accidente fue en realidad un intento de suicidio que fue interrumpido por su asistente personal
En 2012, fue premiado con el AA Lifetime Achievement Award y publicó sus memorias con el libro A Receipe for Life.

## Carluccio's
En 1991, Antonio y la que era entonces su esposa, abrieron una tienda de comida italiana llamada Carluccio's que posteriormente, en 1994, decidieron expandirla a un negocio al por mayor. La primera "Carluccio's Caffè", un auténtico restaurante italiano con una tienda de alimentación integrada, fue inaugurado en 1999 en la calle londinense de Market Place. El local abrió para servir desayunos ligeros con origen italiano a los comensales. La cadena se expandió inicialmente a través del sureste de Inglaterra, y posteriormente en todo el Reino Unido.
En 2005, Carluccio's fue incluido en el Mercado de Inversiones Alternativas como  SA. En 2010 la empresa recibió una oferta de compra del Grupo Landmark, una empresa con sede en Dubái, valorando Carluccio en 90m de libras. La transacción fue aprobada por los accionistas y se completó en octubre de 2010.
Actualmente, Carluccio's está presente en más de 80 lugares en Reino Unido. Además la compañía ha concedido franquicias a dos territorios: el primero es Irlanda, con una tienda ubicada en Dublín y la segunda en más de 6 países de Oriente Medio, inclyuendo tres tiendas ya inauguradas en Dubái
En 2007 se informó de que la compañía pagó a camareros un importe menor que el salario mínimo de Reino Unido, y pretendían que obtuviesen el resto de la remuneración a través de las propinas de los clientes. Poco después de esta revelación, la legislación del Reino Unido cambió para garantizar que las empresas cumplan con la remuneración mínima exigida inicialmente, y que las propinas no se tengan en cuenta a nivel de salario pagado a un empleado.

## Premios
Carluccio tuvo el honor nacional de Comendador de la Orden al Mérito de la República Italiana: por el gobierno italiano, el equivalente a un título de caballero británico. Esto sucedió en 1998 gracias a su contribución a la industria de la comida italiana. En 2007 se le concedió un OIB (Orden del Imperio Británico).
En 2012 Antonio Carluccio fue galardonado con el Premio a la AA de por vida.

## Libros
- An Invitation to Italian Cooking (1986)
- A Passion for Mushrooms (1988)
- A Taste of Italy (1989)
- Passion for Pasta (1993)
- Italian Feast (1996)
- Antonio Carluccio's Music and Menus from Italy: Great Italian Arias, Classic Italian Recipes (1996)
- Carluccio's Complete Italian Food (1997)
- Southern Italian Feast (1998)
- The Complete Mushroom Book (2001)
- Antonio Carluccio Goes Wild: 120 Fresh Recipes for Wild Food from Land and Sea (2001)
- Italia (2005)
- Carluccio's Complete A-Z of Italian Food (2007)
- Antonio Carluccio's Simple Cooking (2009)
- My Kitchen Table - Antonio Carluccio: 100 Pasta Recipes (2011)
- Two Greedy Italians (2011) con Gennaro Contaldo
- Two Greedy Italians Eat Italy (2012) con Gennaro Contaldo
- Recipe for Life (2012)
- Antonio Carluccio: The Collection (2012)
- Antonio Carluccio's Pasta (2014)

## DVD
- Antonio Carluccio's Southern Italian Feast (1998)
- Antonio Carluccio's Italian Feast (2001)